# Cyrk (film 1936)
Cyrk (ros. Цирк) – radziecka komedia muzyczna z 1936 roku w reżyserii Grigorija Aleksandrowa według scenariusza opartego na sztuce Ilji Ilfa, Jewgienija Pietrowa i Walentyna Katajewa "Pod kopułą cyrku" («Под куполом цирка») wystawionej dla moskiewskiego Music-halla. Z filmu pochodzi Pieśń o ojczyźnie autorstwa Izaaka Dunajewskiego.

## Obsada
- Lubow Orłowa jako Marion Dickson, główna bohaterka filmu
- Jewgienija Mielnikowa jako Rajeczka, córka dyrektora cyrku
- Władimir Wołodin jako Ludwig Osipowicz, dyrektor cyrku
- Siergiej Stolarow jako Iwan Pietrowicz Martynow
- Paweł Massalski jako Franz von Kneitschitz
- Aleksandr Komissarov jako Szurik Skamejkin
- Fiodor Kurichin jako Kapitan Borneo
- Siergiej Antimonow
- Nikołaj Otto jako klaun "Charlie Chaplin"
- James Patterson jako Jimmy Dickson, ciemnoskóry syn Marion